# Koganei Golf Club
Le Koganei Golf Club (en japonais : 小金井カントリー倶楽部), situé à Kodaira dans la préfecture de Tōkyō, est le club de golf le plus cher et le plus exclusif du Japon. Il se trouve dans un vaste oasis de verdure impeccablement entretenu. Le parcours fut dessiné par le champion de golf, Walter Hagen.

## Adhésion
Tout comme au Augusta National Golf Club, le nombre de membres est limité à 300 et les femmes ne peuvent pas devenir membres
.  Il se dit que les droits d’inscription se situeraient entre 2 000 000 et 3 500 000 de US$.